# 松本まきこ
松本 まきこ（まつもと まきこ、1974年9月26日 - ）は日本の女性声優、ナレーター。香川県出身。キャラ所属。

## 出演作品

### ゲーム
- KOF MAXIMUM IMPACT（笑龍）

### CMナレーション
- ラジオ関西CM契約
- 小林製薬
- 大阪ガス
- 大阪トヨペット
- 亀田製菓
- 姫路信用金庫
- 阪急三番街
- ザ・タイミング株式投資学研究所
- ANAクラウンプラザ ホテル広島
- 和歌山マリーナシティ
- クボタ除雪機
- 国土リアルエステート
- アズワンリッシュ
- フジッコ
- 徳島銀行
- アルプラザ平和堂
- エサイチエイト
- 森精機製作所(現・DMG森精機)
- 新風館
- 丸大ハム
- ヤクルトホームエステ
- α-ステーション局報
- グリコ
- JRA
- リーブ21
- 脇田石材
- 三条さくらや
- 富士の湧水

### VPナレーション
- パナソニック
- P&G
- NTTドコモ
- 四国電力
- イタリア美術とナポレオン展
- 京都産業大学
- 日本ハム
- 帝塚山学院泉ヶ丘中学校高等学校
- 大同生命
- 神戸電子専門学校
- 東洋アルミ
- 阪急交通社
- ダスキン
- アース環境
- エヌケー興産
- なわて水みらいセンター
- 加古郡リサイクルプラザ
- 造幣局
- 住友電工
- 島津製作所
- 日本ハイウェイサービス
- 滋賀県甲良町
- 沖縄県残波岬ロイヤルホテル
- エルクコーポレーション
- 無線式緊急通報システムエスハートエス
- 積水プラントシステム
- 東大阪市立総合病院
- 鴻池運輸
- イカリ寿司
- 茨城みのり幼稚園
- 大和工事事務所事業所案内
- 四天王寺ワッソ
- 小浜町並みと歴史
- 浄水場アクア21噴水照明ショー
- 第29回国際福祉機器展

### 番組ナレーション
- 京都ch「そうだ!京都に笑わせに行こう!」
- J-com「元気一番!大和っ子」
- SUN「姫路のひろば」

### ラジオ
- RSK「夕焼けの向こう」
- FM岡山「おやすみなさいのちょっと前」
- FM尼崎「一年キャラ組声優クラス」

### イベントMC
- 吉本興業お笑いライブ
- パナソニックフェア
- 井筒クラヤ三星堂医療機器フェア
- 淡路ハイウェイオアシス
- シンクロナイズドスイミングショー
- 大丸イタリア展
- 夏休みわくわくテレビランド
- キャラクターショー他

### その他
- ホワイティ梅田（館内放送）
- 紳士服はるやま（館内放送）
- 梅田エスト（館内放送）
- 千里セルシー（館内放送）
- 国立国会図書館Wedナレーション
- アクア号で行くアニメーション見学
- 電話音声合成ナレーション
- フェスティバルホール（影アナ）他